# Salone dell'automobile di Francoforte

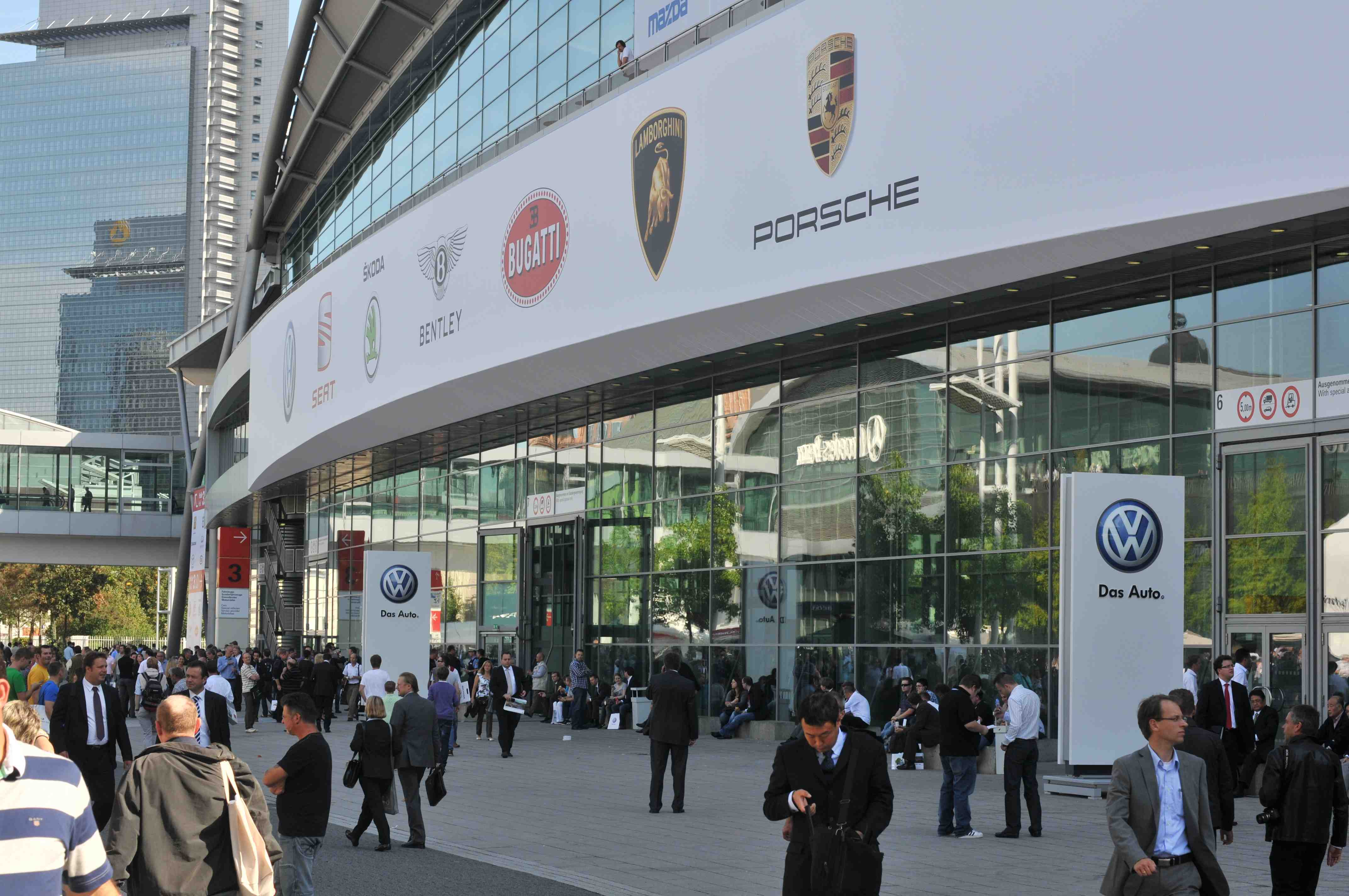
L'esterno del salone durante l'edizione nel 2011

Il salone dell'automobile di Francoforte (in lingua tedesca la denominazione ufficiale è Internationale Automobil-Ausstellung, IAA) è un salone dell'automobile, che si svolgeva ogni anno a Francoforte sul Meno dal 1951. Dall'edizione 1991 la cadenza è biennale, negli anni dispari, in alternanza con il Salone di Parigi ("Mondial de l'automobile") che si organizza negli anni pari; tuttavia lo stesso ente organizza negli anni pari un grande salone dei veicoli industriali nella città di Hannover. La Verband der Automobilindustrie (Organizzazione dell'industria automobilistica tedesca) ha decretato che dal 2021 l'evento si terrà a Monaco di Baviera, dopo 70 anni a Francoforte. 

## Storia

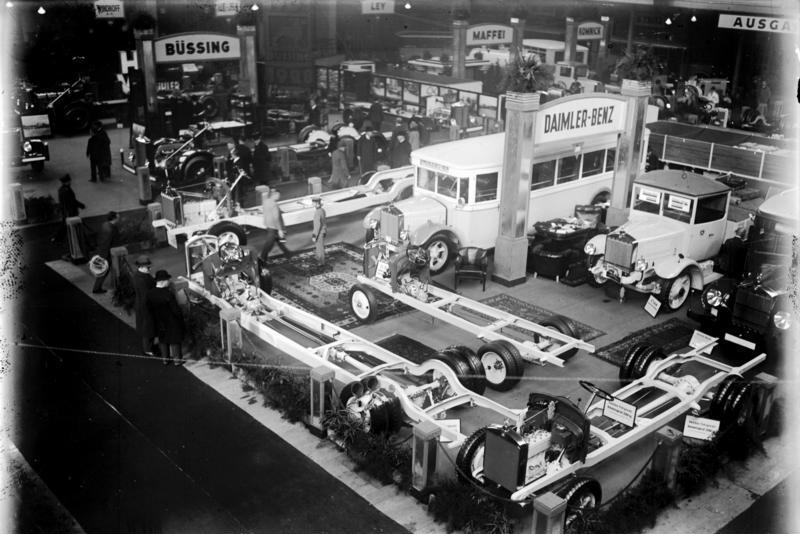
L'interno del salone durante l'edizione nel 1928

La prima edizione del salone si svolse nel 1897 a Berlino, il salone quindi fu ospitato via via in diverse città sino a stabilirsi a Francoforte sul Meno a partire dal 1951. Il salone è organizzato dall'Associazione dei Costruttori Tedeschi e raggruppa oltre duemila espositori da tutto il mondo. Alla fine degli anni ottanta ci si rese conto che gli spazi pur enormi del quartiere fieristico di Francoforte erano insufficienti per esporre insieme automobili, veicoli commerciali e industriali, così si decise di suddividere la manifestazione in due saloni biennali: a Francoforte le auto negli anni dispari e ad Hannover i camion negli anni pari.

## Principali nuovi modelli presentati
| Anno | Principali auto presentate                                               |
| ---- | ------------------------------------------------------------------------ |
| 1951 | BMW 501                                                                  |
| 1953 | DKW F91                                                                  |
| 1961 | BMW 1500 e Volkswagen 1500                                               |
| 1963 | Alfa Romeo Giulia GT, DKW F102, Glas GT, NSU Wankel Spider e Porsche 911 |
| 1965 | Audi 72, BMW 2000 Coupé e Porsche 911 Targa                              |
| 1967 | NSU Ro80                                                                 |
| 1969 | Ferrari 365 GTS/4                                                        |
| 1977 | Opel Senator, Ferrari 308 GTS                                            |
| 1979 | Lancia Delta                                                             |
| 1981 | Mercedes-Benz 500 SEC                                                    |
| 1983 | Saab 900 cabriolet                                                       |
| 1985 | Ferrari 328 GTB e Porsche 959                                            |
| 1989 | Ferrari 348                                                              |
| 1999 | Volkswagen Concept D                                                     |
| 2003 | Maserati Quattroporte V e BMW X3                                         |
| 2005 | Bentley Azure                                                            |
| 2007 | Jaguar XF                                                                |
| 2009 | Volvo C30                                                                |
| 2011 | Fiat Panda                                                               |